# Modern Arnis

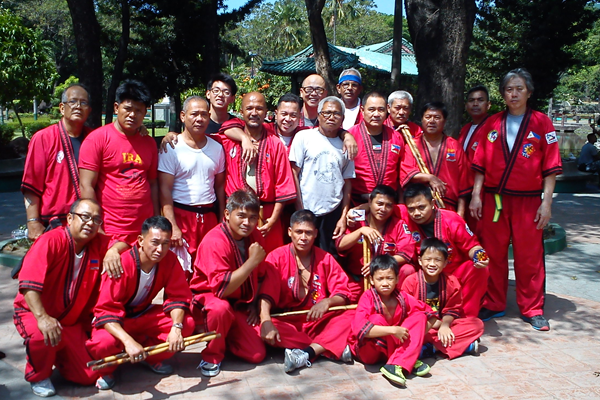
En grupp Arnisutövare.

Modern Arnis är en kampsport från Filippinerna som grundades av Remy Presas som kombinerade flera olika filippinska samt andra kampkonster i ett system, Modern Arnis. Modern Arnis står för en modernisering och systematisering av i första hand filippinska kampkonster som Arnis, Kali, Tjakalele och Escrima men även med inblandning av karate, ju-jutsu med flera.
Efter att ha spridit Modern Arnis och gjort den till en nationalsport i Filippinerna sponsrades Presas av Filippinernas regim för att från år 1975 ytterligare sprida den filippinska kampkonsten, genom att instruera Modern Arnis utomlands, främst i USA. Innan Presas avled utsåg han sin närmste elev, amerikanen Tim Hartman, till att föra systemet vidare. 
Som utövare av Modern Arnis är kniv (daga) och påk (baston) de första vapen man får stifta bekantskap med, men Modern Arnis innefattar även program för handhavande av andra vapen liksom tekniker helt utan något vapen. En faktor som gjorde Modern Arnis mer tillgängligt var att Presas införde en metodik som innebar att blockeringar med påkar utfördes mot angriparens påk istället för som brukligt på händerna. Med en minskad skaderisk ökade intresset att utöva de gamla teknikerna.